# Boromycin
Boromycin ist ein bakteriozides makrocyclisches Antibiotikum das im Zentrum einen Boratkomplex enthält. Chemisch handelt es sich um den D-Valin-Ester eines Böeseken-Komplexes von Borsäure mit einem Makrodiolid. Es wurde 1967 ursprünglich aus dem Streptomyces-Stamm Streptomyces antibioticus isoliert und war der erste borhaltige organische Naturprodukt. Die antibiotische Wirkung besteht gegenüber grampositiven, nicht aber gegenüber gramnegativen Bakterien. Daneben hemmt es die Entwicklung gewisser Pilzarten und Protozoen. Boromycin tötet Bakterien, indem es deren Zellmembran derart beeinflusst, dass die Zelle Kalium verliert, was letztendlich zum Zelltod führt.
Boromycin zeigte in Laborstudien starke inhibierende Wirkung auf die Replikation von HIV-1-Stämmen. Der Wirkmechanismus scheint dabei eine Wechselwirkung mit einem späteren Grad einer HIV-Infektion zu beinhalten. In In-vitro-Studien zeigte sich Boromycin als starker Inhibitor von Mykobakterien mit einer MHK50 von 80 nM gegenüber Mycobacterium tuberculosis.

## Gewinnung und Darstellung
Die Totalsynthese des Makrodiolid-Ionophors Boromycin kann über Doppelringkontraktion erfolgen.